# Gunter Lange (Gewerkschafter)
Gunter Lange (* 15. Juni 1949 in Annaberg-Buchholz) ist ein deutscher Gewerkschafter, Journalist, Sachbuchautor und war Chefredakteur der DAG-/ver.di-Publikationen.

## Leben
Nach seinem Schulabschluss mit der Mittleren Reife absolvierte Lange in Berlin eine Ausbildung zum Sozialversicherungsfachangestellten und arbeitete bis 1970 bei einer Krankenkasse; wechselte 1971 als Jugendbildungsreferent zur Deutschen Angestellten-Gewerkschaft (DAG) in Berlin, war von 1973 bis 1975 Landesjugendleiter; nach einer Tätigkeit als Referent in der Landesverbandsleitung und in der Bundesjugendleitung in Hamburg und wurde er 1976 Redakteur bei den DAG-Publikationen, von 1997 bis 2001 war er Chefredakteur. Der Zusammenschluss der DAG mit vier DGB-Gewerkschaften (HBV, DPG, IG Medien und ÖTV) zur Multibranchengewerkschaft Vereinte Dienstleistungsgewerkschaft (ver.di) brachte Lange als stellvertretenden Chefredakteur zurück nach Berlin in die Redaktion der Publikationen in der ver.di-Bundesverwaltung. Seit seinem Ruhestand ab 2009 wirkt er als freier Autor für verschiedene Medien.
Von 1980 bis 1984 absolvierte Lange berufsbegleitend einen Studiengang zur Journalistenweiterbildung an der Freien Universität Berlin, FB Kommunikationswissenschaften. Lange hat verschiedene Biografien zu Akteuren der deutschen Arbeiterbewegung veröffentlicht.
In den 1980/90er Jahren war er freier Autor u. a. für die Wissenschaftsredaktion des Deutschlandfunks, für die Süddeutsche Zeitung, Frankfurter Rundschau, Deutsche Universitätszeitung, die Berliner Stimme und den Vorwärts. Lange schreibt regelmäßig Rezensionen für die ver.di-News.

## Veröffentlichungen
- 15 Jahre ver.di: die Multibranchengewerkschaft 2001 bis 2016, in: Arbeit – Bewegung – Geschichte, Heft III/2016. Online
- Siegfried Aufhäuser (1884–1969). Ein Leben für die Angestelltenbewegung. Eine Biografie (= Gewerkschafter im Nationalsozialismus. Verfolgung – Widerstand – Emigration. Band 5). Metropol, Berlin 2013, ISBN 978-3-86331-096-7.
- Der „Professor“ kleiner Leute – Sozialpolitik mit Kompetenz und Leidenschaft. Ernst Schellenberg (1907–1984) zum 100jährigen Geburtstag, Bonn 2008, ISBN 978-3-89892-768-0 (PDF; 1,43 MB).
- Otto Suhr: im Schatten von Ernst Reuter und Willy Brandt ; eine Biographie, Bonn 1994.
- Jeanette Wolff 1888–1976. Eine Biographie. Neue Gesellschaft & Dietz, Bonn 1988, ISBN 3-87831-468-X.
- Otto Suhr, 1894–1957 – Leidenschaft für reale Politik und Politikwissenschaft (= Schriftenreihe des Berliner Abgeordnetenhauses), 2019, ISBN 978-3-922581-34-5.
- Spannungsfeld Mitbestimmung, Herausgeber Betriebsrat Vattenfall in Berlin 2018.
- 100 Jahre DAA-Technikum – Techniker werden mit Fernunterricht, Hrsg.: DAA Stiftung Bildung und Beruf, Hamburg 2018, ISBN 978-3-935815-90-1.
- Fünfzig Jahre Bildungswerk in Niedersachsen, Hrsg. ver.di-Bildungswerk in Niedersachsen, Hannover 2016.
- Siegfried Aufhäuser. Politische Wanderjahre eines Angestelltengewerkschafters, in: Detlef Lehnert (Hrsg.): Vom Linksliberalismus zur Sozialdemokratie (= Historische Demokratieforschung, Band 8), Köln 2015, ISBN 978-3-412-22387-8.
- Der Nahschuss – Leben und Hinrichtung des Stasi-Offiziers Werner Teske, Ch. Links Verlag, Berlin 2021, ISBN 978-3-96289-117-6.